# Хоби
Хоби (на английски: hobby) е вид развлечение, занимание и увлечение, практикувано през свободното време. Хобитата на хората са много разнообразни в зависимост от техните интереси и умения. Хобито се различава от професионалната работа по това, че то в повечето случаи не носи парични облаги и се практикува доброволно в удобно време. Но не са малко случаите в които една и съща дейност се извършва от някои като хоби, а от други като професия.
Човек, който се занимава в свободното си време с някаква дейност за удоволствие, се нарича любител или аматьор (на английски: hobbyist).
Едно от най-разпространените хобита е пътешествието и туризмът. Други популярни хобита са плетене, бродиране, изработка на оригами, рисуване, дърворезба, спорт, игра на карти и табла, градинарство и готвене.

## Видове

### Колекционерство
Колекционерството представлява събиране на специфични предмети представляващи интерес за събиращия ги. Тези колекции са често пъти добре организирани и каталогизирани. След като това какво точно се събира зависи от интересите на самия колекционер, това може да е на практика почти всичко. Към най-често събираните предмети спадат пощенски марки, древни и съвременни монети, пощенски картички, календарчета. Някои от тях са толкова популярни, че колекционирането им се означава с определени имена. Събирането на монети се нарича нумизматика, а събирането на бракувани, сгрешени монети се нарича ероризъм (англ. error, грешка). Събирането на пощенски марки – филателия.

### Рисуване
Рисуването е изкуство, което може да се практикува професионално или като хоби, като израз на чувства, мисли и т.н. Може да се практикува с различни материали: бои, пастели, моливи и др.

### Игри
Не малко хора участват в различни видове игри като хоби през свободното си време. Някои от най-популярните игри са шах, табла, множеството игри с карти и различни компютърни игри.

### Спортни занимания на открито
Под спортни занимания на открито се разбира широка категория включваща различни дейности извършвани основно извън домовете и населените места на практикуващите ги. Примери за такива дейности са разходките сред природата, карането на кану или каяк, пещернячеството, скалното катерене, както и всякакви водни и зимни спортове.

### Артистични изпълнения
Тази група хобита включва дейности, които изискват известен артистичен талант като жонгльорство, магически трикове, танци.

### Създаване на различни предмети или продукти
Някои хора имат за хоби създаването на различни практични или декоративни предмети като музикални инструменти, глинени съдове, гоблени. Към тази катагория спада и създаването на нематериални продукти като компютърен софтуер.

### Създаване на модели
Често срещано хоби е създаването на умалени модели на реално съществуващи обекти от заобикалящия ни свят. Едни от най-популярните модели са тези на известни замъци, железопътни станции, самолети, автомобили.

### Готварство
Под готварство се разбира процесът на приготвяне на храна за консумация. Хората, при които това е и хоби, са по-склонни да експериментират с различни подправки за подобряване на вкуса или измислянето на изцяло нови ястия.

### Градинарство
Градинарството като хоби се различава от градинарството практикувано с цел прехрана, макар двете да не се изключват взаимно. При отглеждането на растения като занимание през свободното време се садят и цветя и други декоративни растения, а не само ядливи плодове и зеленчуци.
|

### Четене
Четенето на книги, списания и други е едно от най-често разпространените хобита. То се приема за занимание не изискващо много финансови ресурси. Освен това може да се практикува в много случаи, в които за други хобита е невъзможно – като при пътуване с превозно средство.